# Kolposkopie
Die Kolposkopie, auch Vaginoskopie genannt, ist ein gynäkologisches Untersuchungsverfahren, das 1925 von Hans Hinselmann entwickelt und eingeführt wurde, womit er die Früherkennung bösartiger Veränderungen der Portio uteri förderte. Dabei betrachtet der Gynäkologe Portio oder Vulva mit einer Vergrößerungsoptik (z. B. 30-fach), dem Kolposkop. Eine wichtige Bedeutung hat die Kolposkopie in der Krebsfrüherkennung, z. B. beim Zervixkarzinom. Mit dem Kolposkop kann grundsätzlich jede erreichbare Oberfläche betrachtet werden (Dermatoskopie, Mamilloskopie, Peniskopie, Vulvoskopie etc.). Außerdem fungiert das Kolposkop auch als Operationsmikroskop (z. B. bei Laseroperationen). Für die wichtige Dokumentation können über das Kolposkop Fotos und Videofilme erstellt werden, was für Verlaufsuntersuchungen und Diskussionen (auch über Internet) eine Bedeutung hat.
Die Forschung bemüht sich derzeit darum, die Kolposkopie durch die hochauflösende Optische Kohärenztomografie zu ergänzen. Damit können Gewebeveränderungen auch in der Tiefe (mehrere Millimeter) sichtbar gemacht werden.